# Ichthyovenator
Ichthyovenator („lovec ryb“) byl rod spinosauridního teropodního dinosaura, žijícího v období spodní křídy (geologický věk apt, asi před 125 až 112 miliony let) na území současného Laosu. Dosahoval délky zhruba 8,5 metru a hmotnosti kolem 2000 kilogramů.

## Objev
Jediný dnes známý druh I. laosensis byl popsán roku 2012. Holotyp nese označení MDS BK10-01 — 15 a jedná se o částečně dochovanou kostru bez lebky. Zkameněliny byly objeveny v souvrství Grès supérieurs na ploše menší než dva metry čtvereční. Jedná se o prvního nepochybného spinosaurida, známého z Asie. Formálně byl popsán roku 2012.